# The Streets
Майк Скиннер (родился 27 ноября 1978 года), более известный под своим сценическим псевдонимом The Streets — рэпер из Бирмингема, Англия, который (согласно All Music Guide) первым попытался внести социально-политические мотивы в британское 2-step/grime-движение.
Первого успеха в чартах Майк Скиннер добился в 2001 году, когда сингл «Has It Come To This» поднялся в первую британскую двадцатку. Последовавший за ним альбом Original Pirate Material (# 12, UK) был восторженно встречен критикой. В Великобритании альбом был номинирован на Mercury Prize (и долгое время считался фаворитом, пока не уступил победу Ms Dynamite), после чего Скиннер получил 4 номинации Brit Awards 2002 года (лучший альбом, лучший urban-исполнитель, открытие года и лучший британский исполнитель). Ведущие музыкальные издания (NME, Rolling Stone, Spin) включили Original Pirate Material в свои первые пятёрки лучших альбомов 2002 года.
Второй и третий альбомы The Streets («A Grand Don’t Come for Free», 2004 и «The Hardest Way to Make an Easy Living», апрель 2006) поднимались в Британии на 1-е место. Пик популярности Скиннера ознаменовал выход сингла «Dry Your Eyes» на вершину UK Singles Chart.
Четвёртый альбом «Everything Is Borrowed» (2008, # 7 UK) отличался от предыдущих смягчённым звучанием и почти полным отсутствием политических заявлений. Пятый и последний альбом The Streets «Computers and Blues» вышел в феврале 2011 года.
Широко известен ремикс его песни «Blinded By The Lights», созданная Nero. Этот же ремикс используется в качестве саундтрека в фильме «Шалава» (Sket).
На данный момент Майк Скиннер занят в проекте the D.O.T.

## Дискография
- Original Pirate Material (2002, Locked On Records)
- A Grand Don’t Come for Free (2004, Vice Records, Atlantic Records)
- The Hardest Way to Make an Easy Living (2006, Locked On Records)
- Everything Is Borrowed (679 Recordings, Vice Records, 2008)
- Computers and Blues (2011, Atlantic Records)